# Route 4 (Nouveau-Brunswick)
Pour les articles homonymes, voir Route 4.
La route 4, longue de 28 kilomètres, relie la frontière canado-américaine à Sainte-Croix à la route 3 à Thomatson Corner. Elle est entièrement située dans le comté de York.

## Description du tracé
La route 4 débute à la frontière entre le Canada et les États-Unis, comme prolongement de la route 6 au Maine. Elle croise d'abord la route 630 et traverse le village de McAdam. Elle continue ensuite sa route vers le nord-est sur 19 kilomètres jusqu'à Thomaston Corner, où elle se termine sur la route 3. 

## Intersections majeures
| Comté                 | Ville            | km    | Destinations                            | Notes                            |
| --------------------- | ---------------- | ----- | --------------------------------------- | -------------------------------- |
| York                  | Sainte-Croix     | 0,00  | SR 6 ouest – Vanceboro, Topsfield       | Continue au Maine                |
| York                  | Sainte-Croix     | 0,00  | Frontière canado-américaine             |                                  |
| York                  | Sainte-Croix     | 1,30  | NB-630 – Saint-Stephen, Lakeland Ridges |                                  |
| York                  | Thomaston Corner | 17,60 | NB-3 – Saint-Stephen, Fredericton       | La NB-4 est devient la NB-3 nord |
| - Transition de route |                  |       |                                         |                                  |